# Livin' Like Hustlers
Livin' Like Hustlers è il primo album in studio del gruppo hip hop statunitense Above the Law, pubblicato nel 1990.

## Tracce
1. Murder Rap – 4:14
2. Untouchable – 3:45
3. Livin' Like Hustlers – 5:45
4. Another Execution – 4:21
5. Menace to Society – 4:33
6. Just Kickin' Lyrics – 4:22
7. Ballin' – 4:19
8. Freedom of Speech – 4:20
9. Flow On (Move Me No Mountain) – 3:57
10. The Last Song (feat. N.W.A.) – 6:21